# Markusevangeliet
Markusevangeliet er det andet skrift i Det Nye Testamente, og det er det korteste og sandsynligvis det ældste evangelium. Sammen med Matthæusevangeliet og Lukasevangeliet regnes det til de såkaldte synoptiske evangelier.
Markusevangeliets forfatter er ukendt, men tidligt i kirkehistorien fik det overskriften "ifølge Markus". Denne "Markus" er måske den samme Markus, der refereres til i Peters Første Brev 5:13 ("Jeres udvalgte søster i Babylon og min søn Markus hilser jer"), og som deltog på nogle af Paulus' missionsrejser og omtales i Apostlenes Gerninger 15:37 som "den Johannes, der også kaldtes Markus".
Markusevangeliet forkortes Mark. Der er bred enighed om, at Markusevangeliet er skrevet før Lukas- og Matthæusevangelierne, der har benyttet Markus som kilde.

## Datering
Markusevangeliet tidsfæstes normalt til omkring år 70, hvor templet blev ødelagt. Dette skyldes følgende passage: Mark. 13:1-2: "Mester, se hvilke sten og hvilke bygninger!" og Jesus sagde til ham: "Ser du disse store bygninger? – der skal ikke lades sten på sten tilbage, alt skal brydes ned."  Dette anses i almindelighed som en henvisning til Jerusalems ødelæggelse i år 70. Ødelæggelsen af templet beskrives mere udfyldende i Matthæusevangeliet, som er skrevet nogle år efter Markusevangeliet.
Da Jesu genkomst ikke indtraf i forbindelse med Jerusalems ødelæggelse, vendte de kristnes interesse sig fra den himmelske Kristus til den Jesus, der havde levet på Jorden, ligesom de kristne nu måtte indstille sig på jordelivet. Markusevangeliet afspejler denne ændring i teologien.

## Forfatteren og affattelsessted
Evangeliet er oprindelig overleveret anonymt uden forfatterangivelse. Dets første læsere var sandsynligvis hedningekristne, idet jødiske skikke forklares, og alle aramæiske udtryk i teksten oversættes. Irenæus (død omkring år 200) mente, at evangeliet var rettet til kristne i Rom, og en række latinske låneord i evangeliet leder tanken i den retning. Denne tradition står dog hen i det uvisse. De fortællinger, evangeliet indeholder, anses normalt for at være overtaget efter mundtlig tradition og overlevering, og sammenføjet til en helhed af evangelisten.
Efter oldkirkelig tradition var Markus, Peters tolk, forfatteren. Om ham siges det i Ap.G 12:25: "Barnabas og Saulus var i Jerusalem. Så snart de havde udført deres arbejde der, vendte de tilbage til Antiochia og tog Johannes Markus med sig." I 12:12 står der: "Efter at have sundet sig lidt, fortsatte han [Peter] til Marias hjem (Johannes Markus' mor), og der var mange mennesker samlet til bøn." Efter denne beskrivelse lå Markus' mors hjem et sted i Jerusalem.
Arrestationen af Jesus i Getsemane beskrives i Mark 14:47: "En af dem, som stod der, trak sværdet og ramte ypperstepræstens tjener og huggede øret af ham." I Johannesevangeliet 18:10 navngives Peter som den, der huggede øret af: "Men Simon Peter trak et sværd, som han havde med, og slog efter ypperstepræstens tjener og huggede højre øre af ham; tjeneren hed Malkus." Hvis det er korrekt, og Markus skrev sit evangelium i Rom, kan Markus have kendt til, at Peter var gerningsmanden, men valgt at beskytte hans identitet, fordi Peter var menighedens forstander i Rom.
Mark 14:50-52 beretter videre fra arrestationen: "I mellemtiden var alle disciplene flygtet. Dog var der en ung mand, der fulgte med ham. Han havde kun et langt svøb om sig, og da mændene prøvede at gribe fat i ham, viklede han sig ud af det og flygtede nøgen." Én tradition har villet have det til, at den unge mand var Markus selv, mens andre har tolket den unge mand som den engel, der viste sig ved den tomme grav påskemorgen.

## Forholdet til de andre evangelier
Markusevangeliet anses som det ældste af evangelierne. Det er samtidig det korteste; dets indhold svarer kun til ca 60% af Matthæusevangeliets, og kun meget lidt af materialet fra Markusevangeliet går ikke igen i Matthæusevangeliet. Derfor mente man i den tidlige kirke, at Markusevangeliet bare var en forkortet udgave af Matthæusevangeliet. Derfor blev Matthæusevangeliet sat først i Det Nye Testamente.
Markusevangeliet må have været kendt af forfatterne til både Matthæus- og Lukasevangeliet, og disse tre evangelier er kendt som De synoptiske evangelier, da mange historier går igen. Selv om Matthæus- og Lukasevangeliet til tider har alternative udgaver af de samme fortællinger, er ét af dem altid enigt med Markusevangeliet. Det er således aldrig i Markusevangeliet, man finder den afvigende historie, Markus' eget redaktionelle bidrag består ikke mindst i arrangering af tidligere overleveringer som "sandwich-fortællinger", hvor mellem-historien leverer nøglen til helheden, og udpeger den teologiske pointe.
Som det ældste evangelium giver Markus indtryk af, at det haster, og at kun lidt tid genstår før Jesu genkomst, som i Mark 13:35-37: "Våg derfor, for I ved ikke, hvornår husets herre kommer, om det bliver om aftenen eller ved midnat eller ved hanegal eller ved daggry; lad ham ikke finde jer sovende, når han pludselig kommer. Hvad jeg siger til jer, siger jeg til alle: Våg!" Når det trækker ud med genkomsten, skyldes det angiveligt, at "ja, det gode budskab skal først forkyndes for alle nationerne". (Mark 13:10). Markusevangeliet lover ovenikøbet, at Jesu genkomst skal ske meget snart: "Jeg siger jer: Denne slægt skal ikke forgå, førend alt dette er sket." (Mark 13:30) Dette modereres til sammenligning stærkt i Lukasevangeliet, hvor det hedder, at "Se til, at I ikke bliver ført vild. For der skal komme mange i mit navn og sige: Det er mig! og: Tiden er nær! Følg dem ikke! Hør ikke på dem!"" (Luk 21:8)  I Matthæus-, Lukas- og Johannes-evanglierne er opstandelsen et tegn på Jesu status som Guds søn, ikke – som hos Markus – et tegn på at Enden er nær. 
Markus lader Jesus være irritabel, nedtrykt og tvivlende. Om natten i Getsemane blandt oliventræerne fremstilles Jesus helt menneskelig: "»Min sjæl er fortvivlet til døden. Bliv her og våg!« Og han gik lidt længere væk, kastede sig til jorden og bad om, at den time måtte gå ham forbi, om det var muligt." (Mark 14:34-35)  Markus kan her have ladt sig inspirere af profeten Elias' flugt fra kong Akab i Første Kongebog 19:3-4: "Elias blev skrækslagen og flygtede for livet. Da han kom til byen Be'ersjeba i Juda, efterlod han sin tjener der og fortsatte alene ud i ørkenen. Hele dagen gik han, indtil han om aftenen udmattet satte sig ned i skyggen af en gyvelbusk. Det eneste, han ønskede, var at dø." Elias får dog besøg af en Herrens engel, der indgiver ham styrke, og i Lukasevangeliet sendes på samme måde en engel til støtte for Jesus i hans dødsangst; men det kender Markus ikke til i sit evangelium.

### Mirakelmand og helbreder
I sin samtid var Jesus først og fremmest kendt som mirakelmand. Kong Salomo blev ligeledes anset som en stor magiker. Moses' bror Aron havde udfordret faraos troldmænd til duel, da han forvandlede sin stav til en slange, og vandet i Nilen til blod. Profeten Elias blev ligesom Jesus tillagt evnen til at genopvække døde; kendt er historien om enkens søn i Zarepta.  Markus fortæller, at Jesus udførte en djævleuddrivelse i Gerasa (selv om han ellers sjældent begav sig til helleniserede områder), hvorefter griseflokken, han havde manet dæmonen ind i, kastede sig ud i Genesaret sø. Da søen ligger 53 km fra Gerasa, ændrede Matthæus stedet for uddrivelsen fra Gerasa til Gadara,  mens Lukas stedfæster det til Gergesa. Den formbevidste Markus fylder miraklerne ud i 8. og 9.kapitel, så de udgør tre grupper af mirakler.  Både i den døves helbredelse i Mark 7:33-35 og den blindes i 8:23-25 tager Jesus den syge til side for at slippe for tilskuere. Ved den døves helbredelse anvender den ellers græske tekst det aramæiske ord "Effata!" (= Luk dig op) som om det var en trylleformel. Da Jesus i Mark 5:41-42 genopvækker en død tolvårig pige, er hans aramæiske ord også bevaret: "Talitha, kumi!" (= Lille pige, stå op!) Med én undtagelse (nemlig Johannesevangeliet 9:6-12, den blindes helbredelse ved Siloam) er det kun hos Markus, Jesus udfører magiske ritualer. Magi havde en biklang af humbug, og selv om Matthæus og Lukas gengiver hver eneste helbredelse, Markus fortæller om, udelader de alle passager, der kan minde om magi i det ældre evangelium. 
En interessant forskel gør sig gældende mellem dansk og svensk bibeloversættelse. I dansk oversættelse hedder det i Mark 1:40-41: "En dag kom der en spedalsk mand til ham. Han faldt på knæ og bad indtrængende om at blive helbredt. "Hvis du vil, kan du gøre mig rask igen!" sagde han. Jesus fik dyb medlidenhed med ham og rakte hånden ud og rørte ved ham." I dansk oversættelse følte Jesus altså "dyb medlidenhed", mens der i svensk oversættelse står: "Jesus greps av vrede." 

## Indhold

### Inddeling efter geografi
Markusevangeliet følger nøje et geografisk tema, hvor Jesus efter sin dåb i Jordanfloden og fristelsen i ørkenen, først befinder sig i Galilæa, og så rejser gennem Judæa til Jerusalem, hvor han korsfæstes og genopstår. Dette forløb findes også hos Mætthæus og Lukas, og kan kaldes det synoptiske grundskema.
- 1,1-13: Jesus døbes af Johannes Døberen i Jordan, og fristes derefter i ørkenen i 40 dage.
- 1,14- 9,50: Jesus kommer til Galilæa, hvor han prædiker Guds rige og helbreder.
  - Jesu virksomhed i og omkring Kapernaum (kap 1).
  - Jesu sammenstød med farisæere (kap 2-3).
  - Lignelser om Guds Rige (kap 4).
  - Rejser over Genesaret sø (kap 5).
  - Afvisning i Nazaret, udsendelse af disciplene, fortællingen om Døberens død, bespisningsunderet af de 5.000 (kap 6).
  - Tema om renhed og urenhed, rejse til hedningeland, samt bespisningsunder for hedningerne (kap 7-8,26).
  - Jesus som Kristus (8,27-9,13).
    - Peters bekendelse af Jesus som Kristus.
    - Jesus som den lidende Kristus (første forudsigelse af sin lidelse, død og opstandelse).
    - Disciplene som efterfølgere i lidelsen.
    - Forklarelsen på bjerget af Jesus som Kristus.

  - Forskellig discipeloplæring (9,14-50) vedrørende helbredelse, tro, og om at være den største eller den sidste.
- 10:1-52: Jesus drager gennem Judæa til Jerusalem.
- 11:1-16:8: Jesus kommer til Jerusalem.
  - Indtoget i Jerusalem (11:1-11).
  - Konfrontation med jøderne (11:12-12:44).
  - Jesu eskatologiske tale (kap 13).
  - Jesu sidste dage – salvingen i Betania, nadveren og tilfangetagelsen (kap 14).
  - Jesus dømmes til døden af Pilatus og korsfæstes (kap 15).
  - Jesu opstandelse (kap 16).

### Inddeling efter Kristus-erkendelse
Markus indleder sit evangelium med ordene: ”Dette er begyndelsen til evangeliet om Jesus Kristus, Guds Søn”. Flere steder i evangeliet bekendes det igen, at Jesus er Guds søn. Det er altså vigtigt for Markus at påvise, at Jesus virkeligt var Messias eller Kristus som det hedder på græsk. Dette budskab er som sådan forståelsesnøglen til hele evangeliet, og derfor kan evangeliet også deles op efter et kognitivt princip, hvor temaet for evangeliet er disciplenes erkendelse af Jesus som Kristus. Først fortæller Markus hvordan de gradvis erkender at Jesus er Kristus, og siden gradvist og besværligt erkender at Jesus er den lidende Kristus, der skal dø og opstå.
- 1,1-9: Indledning og temaet slås an: Jesus Kristus, Guds Søn
- 1,2-8,26 Gradvis erkendelse af Jesus som Kristus
- 8,27-30 Peters bekendelse af Jesus som Kristus
- 8,31- 16,8: Gradvis erkendelse af Jesus som den lidende Kristus.

### Afslutning
Markusevangeliet indeholder i modsætning til de 2 andre synoptiske evangelier ikke noget om Jesu fødsel eller opvækst. Heller ikke Bjergprædikenen eller Fadervor er inkluderet. Markusevangeliets nuværende afslutning (16:9-20) er et senere tillæg, der mangler i de ældste, bevarede håndskrifter. Det er affattet i en anden stil end det øvrige evangelium, og er en sammenfatning af afsnit i de andre evangelier og Apostlenes Gerninger.  Oprindeligt har Markusevangeliet enten haft en afslutning, der er blevet ændret, eller det har endt brat med sætningen i Mark 16:8: "Og de gik ud og flygtede fra graven, for de var rystede og ude af sig selv. Og de sagde ikke noget til nogen, for de var bange." – i stærk modsætning til Matthæusevangeliet, hvor der står i 28:8, at kvinderne "løb hen for at fortælle hans disciple det". 

## Karakteristik
Markusevangeliet er det mest "minimalistiske" af de 4 evangelieskrifter i Det Nye Testamente. Skriftsproget er levende, men en anelse ubehjælpsomt – skribenten var med andre ord en god fortæller, men en dårlig forfatter. Det er skrevet til troende kristne, der ved hvem Jesus er, men mangler klarhed om, hvad han betyder – at han er den lidende Menneskesøn – og hvad det implicerer for dem selv. Formålet er at lade tilhøreren til beretningen deltage i den gradvise og voksende afsløring af, hvem Jesus er.
Markus er også det mest spontane og umiddelbare evangelium, f.eks. optræder ordet "straks" 38 gange, hvad der er omtrent ligeså mange gange som i de tre andre evangelier til sammen. Der lægges ligeledes kun begrænset vægt på Jesu forkyndelse, men meget på Jesu som undergører, og hans konfrontationer med de skriftkloge og myndighederne. Evangeliet har ligesom de andre en stor portion af skriftet viet til beretningen om Jesu sidste dage i Jerusalem, hans tilfangetagelse, lidelse, død og opstandelse.

### Menneskesønnen
Markus foretrækker "Menneskesønnen" som titel for Kristus, frem for "Guds søn". "Synd" nævnes ikke, kun "synder" (i flertal) – og kun to steder. Lokaliteter er betydningsfulde – "på bjerget" betegner disciplene, de udvalgte få kristne, i fortrolig insider-samtale med Jesus – "ved søen" betegner offentlig fremtræden.
Jesus fremstilles som lærer, og tro er knyttet til forståelse (og omvendt viser manglende tro sig i mangel på forståelse af Jesu ord). Mangel på tro afsløres dog især overfor nødvendigheden af Jesu lidelse, i den fatale blindhed og uforstand, der vel at mærke optræder både hos disciplene og de religiøse ledere blandt jøderne.

### Messiashemmeligheden
Et centralt motiv i Markus' evangelieskrift er den såkaldte "Messiashemmelighed" og disciplenes manglende forståelse af den. Jesus forbyder dæmonerne og senere også disciplene at røbe Jesu identitet som Messias/Kristus, men for læserne er den kendt fra første vers i skriftet og afsløres gang på gang, men særligt tydeligt tre steder, nemlig ved dåben (1,9-11); ved forklarelsen (9,1-8) og ved opstandelsen (16,1-8).
Markus vil gøre op med et triumfalistisk syn på Kristus. I samtidens kultur bød to muligheder for tolkning sig til: dels hellenske forestillinger om "det guddommelige menneske", dels judaistiske forestillinger om "Davids søn" med tilhørende apokalyptiske forventninger. Begge betonede Verdensfrelseren som sejrherre og erobrer. Markusevangeliet modsiger dette med en klar markering af Frelserens lidelse og død – "kors-teologi". At dette ikke var nogen selvfølge, viser sig i Markus' fortællemåde.
Hemmeligheden angår altså især karakteren af Jesu messianske sendelse som den lidende, som disciplene ikke er klar til at forstå før efter hans opstandelse.
'Hemmelighed' er den danske gengivelse af græsk mysterion, der hos Markus betegner en gåde, mennesker ikke kan løse på egen hånd, men som kræver guddommelig åbenbaring. I Markusevangeliet optræder 5 hemmelighedsmotiver:
- Den kristologiske hemmelighed (at Jesus er Guds søn).
- Menneskesøn-hemmeligheden (at Menneskesønnen må lide).
- Gudsrigets hemmelighed (at Gudsriget ikke kun er fremtid, men også nutid).
- Lignelsernes hemmelighed (at de skal skjule sandheden for udenforstående).
- Miraklernes hemmelighed (at helbredelser kun forstås efter Jesu korsfæstelse og opstandelse).

## Det hemmelige Markusevangelium
I 1958 fandt professor Morten Smith fra Columbia-universitetet tilfældigt et brev i Mar Saba-klosteret i nærheden af Jerusalem. Brevet indeholdt angiveligt et manglende stykke af Markusevangeliet, sandsynligvis fjernet efter ordre af biskop Clemens af Alexandria. Det drejede sig om historien om Lazarus, der ellers kun omtales i Johannesevangeliet.
Det ser ud til, at biskoppen modtog et brev fra en Teodor, med klage over en gnostisk sekt, karpokraterne, dertolkede dele af Markusevangeliet på en måde, der kom i konflikt med kristne idealer. Clemens svarede Teodor slik:
"Du gjorde ret i at bringe karpokraternes unævnelige lære til tavshed. For det er de vandrende stjerner nævnt i profetierne, der vandrede fra budenes smalle vej til en bundløs pøl af kødelig synd. Stolte som de er over sine egne kundskaber om Satans mørke, uvidende om, at de bevæger sig ind i falskhedens mørke underverden, og pralende af at være uafhængige, er de blevet slaver af egne lyster, og må bekæmpes med alle midler. Selv om noget af det, de siger, skulle være sandt, må den, der elsker sandheden, selv ikke da erklære sig enig. For ikke alle sande ting er sandhed, og heller ikke skal den sandhed, som for mennesker ser ud som sandhed, sættes foran den virkelige sandhed i troen." Clemens opfordrede altså til at benægte sandheden, hvis den hævdes af ens modstander, og hvis nødvendigt, skal man også lyve.
Videre hævder han, at apostelen Peter under sit ophold i Rom skrev "en gengivelse af Herrens gerninger, imidlertid uden at fortælle om alle, eller antyde de hemmelige gerninger. Han udvalgte dem, han anså som egnede til at styrke troen hos dem, han prædikede for. Men da Peter døde som martyr, tog Markus både sine egne og Peters papirer med til Alexandria, og overførte til sin tidligere bog [Markusevangeliet] de ting, som kunne styrke udviklingen frem mod viden (gnosis)...Samtidig holdt han tilbage, hvad der ikke kunne fortælles, og han nedskrev ikke Herrens fortolkede lære, men tilføjede nye fortællinger til de allerede nedskrevne...og på sit dødsleje overlod han sine skrifter til kirken i Alexandria, hvor de nøje bevogtes og kun læses af dem, der er indviet i de store mysterier." Clemens afslutter med en påstand om, at karpokraterne svindlede en kopi til sig af av det hemmelige Markusevangelium fra en presbyter ved kirken.
Clemens vedlagde i sit brev en ordret gengivelse af den hemmelige tekst. Her genkendes historien om Lazarus, der ellers kun optræder i Johannesevangeliet, men i en anden version. Den hemmelige del skal tilføjes efter "De var på vej op til Jerusalem" (10:32) og foran "...og tre dage efter skal han opstå" (10:34).
"Og de kom ind i Bethania, og en ung kvinde, hvis bror netop var død, kastede sig foran Jesus og sagde til ham: "Davids søn, hav medlidenhed med mig." Men disciplene irettesatte hende. Jesus blev vred og gik sammen med hende ind i haven, hvor graven var, og straks lød et højt råb fra graven. Jesus rullede stenen væk fra åbningen. Han gik ind til den unge, strakte hånden ud og rejste ham op. Men den unge mand så op på ham og elskede ham og begyndte at trygle Jesus om at måtte være hos ham. De forlod graven og gik til den unge mands hus, for han var rig. Efter seks dage fortalte Jesus ham, hvad han skulle gøre, og om aftenen kom han med et linned over sin nøgenhed. Og han blev hos ham den nat, for Jesus lærte ham hemmeligheden om Guds rige. Og han drog derefter tilbage til den anden side af Jordan."
Clemens tilføjer, at "nøgen mann med nøgen mand" og andre ting i teksten ikke står i det hemmelige evangelium. Efter Jesu ankomst til Jeriko står der kun: "Og søster til den unge mand, som Jesus elskede, og hans mor og Salome var der, og Jesus modtog dem ikke." Resten af det, Teodor nævner, afvises af Clemens som forfalskninger. Dette er beretningen om Lazarus, som i dag bare kun er kendt fra Johannesevangeliet, men i Clemens' version råber han fra graven og har ikke været død. En moderne læser vil kunne læse et homoseksuelt forhold ind i teksten, og det gjorde karpokraterne måske også. Men teksten fremstår i virkeligheden som en helt tidstypisk indvielse i en mysteriereligion med en symbolsk død og genfødelse, der var udbredt i Mellemøsten på Jesu tid.
Episoden kendes ikke fra nogen eksisterende version af Markusevangeliet, selv om der dukker en ung mand i et lagen op mod slutningen: "Men der var en ung mand, som fulgte med ham, kun med et lagen over sin nøgne krop; også ham griber de fat i, men han gav slip på lagnet og flygtede nøgen." (Mark 14:51-52)